# Культурный расизм

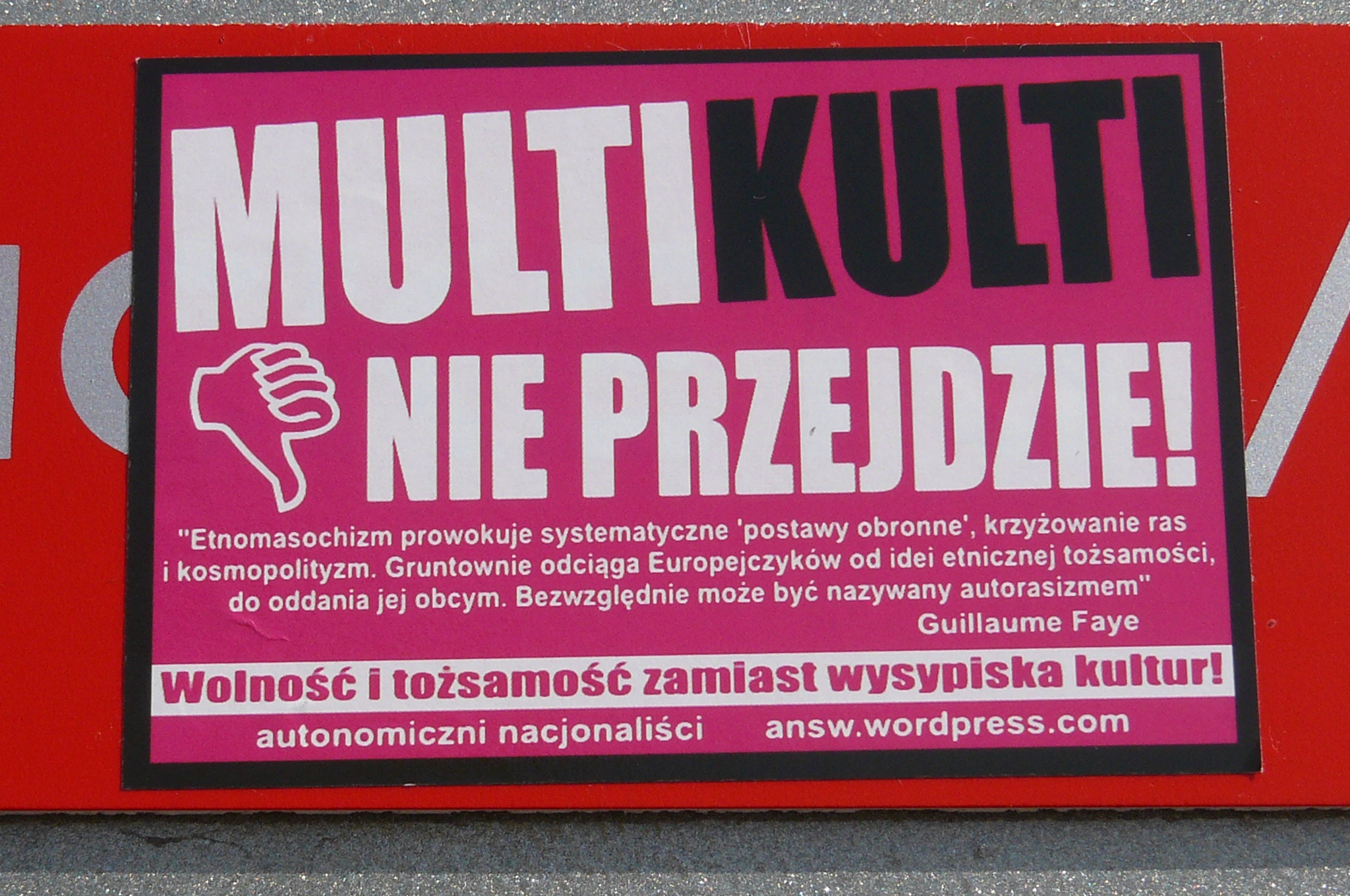
Плакат во Вроцлаве, выражающий несогласие с мультикультурализмом, идеей, что люди разных культур могут проживать в одном государстве («мультикульти не пройдёт!»), а также содержащий цитату лидера новых правых Гийома Файе. Эта позиция описывается рядом исследователей как культурный расизм

Культу́рный раси́зм (но́вый раси́зм, неораси́зм, дифференциали́стский раси́зм, постмодерни́стский раси́зм) — форма расизма, идеология институционального господства и расово-этнического превосходства одной социальной группы над другими, которая рассматривает культурные различия, реальные, воображаемые или сконструированные, как непреодолимые, а различные культуры как несовместимые между собой.
Старый, биологический расизм был распространён в эпоху европейского колониализма, тогда как новый расизм связан с процессом деколонизации и ростом миграции в Европу в первые десятилетия после Второй мировой войны. Новый расизм изображает межгрупповые различия как естественные и изначальные (примордиализм). Центральной идеей этого направления является не биологическая наследственность, а непреодолимость культурных различий. Новый расизм на словах постулирует не превосходство одних групп или народов по отношению к другим, а лишь деструктивность стирания между ними границ, несовместимость образа жизни и традиций. Заявления приверженцев культурного расизма о равенстве разных культур могут рассматриваться как мнимые, поскольку на практике приверженцы культурного расизма считают одни культуры выше других.
В рамках культурного расизма культурные различия рассматриваются как естественная основа для формирования закрытых сообществ в рамках национальных государств, поскольку утверждается, что отношения между различными культурами по существу являются враждебными. Продвигается идея неспособности меньшинств к пониманию доминирующих в данной стране культурных норм. Культурный расизм включает в себя идею, что социальные проблемы меньшинств являются следствием их культурных ценностей и поведения, и вина за эти проблемы лежит на самих меньшинствах.
Ряд исследователей ограничивают термин «расизм» биологическим расизмом и считают, что концепция существования «культурного расизма» («нового расизма») не обоснованна. В частности, критикуется чрезмерное расширение понятия расизма, по мнению критиков устраняющее различия между ним и понятием «национализм»; предлагается описывать явление «культурного расизма» в понятиях этноцентризма, рассматривать его как близкое к ксенофобии или заменить концепциями «культурного эссенциализма» и «культурного фундаментализма».

## Терминология
В рамках концепции используются различные термины, в особенности в период её разработки академическими теоретиками в 1980-х и начале 1990-х годов. Британский учёный в области медиа и культурологии Мартин Баркер предложил термин новый расизм, тогда как французский философ Этьен Балибар отдавал предпочтение термину неорасизм, а позднее термину культурно-дифференциальный расизм. Французский политолог Пьер-Андре Тагиефф использовал термин дифференциалистский расизм. Также используется термин расизм культурных различий. Испанский социолог Рамон Флеча использовал термин постмодернистский расизм.

## Концепция
Начиная с 1980-х годов преимущественно в Великобритании, Франции и Соединённых Штатах велись дебаты о связи между биологическим расизмом и предрассудками о культурных различиях. К этому моменту большинство учёных, работающих в рамках критической расовой теории, отвергли идею существования биологически различных рас и рассматривали «расу» в качестве культурно сконструированного понятия, созданного посредством расистских практик. Эти академические теоретики утверждали, что враждебное отношение к мигрантам, проявлявшееся в Западной Европе в последние десятилетия XX века, следует рассматривать как «расизм», но признавали, что это явление отличается от классических форм расизма, таких как расовый антисемитизм или расизм в рамках европейского колониализма. По мнению исследователей, в то время как исторические формы расизма коренились в идеях биологических различий, новый «расизм» основан на убеждениях, что разные группы культурно несовместимы друг с другом.

### Понятие
Различные учёные давали термину «культурный расизм» разные определения. Кэрол Мухопадхай и Питер Чуа определили «культурный расизм» как «форму расизма (то есть структурно неравную практику), которая опирается на культурные различия, а не на биологические маркеры расового превосходства или неполноценности. Культурные различия могут быть реальными, воображаемыми или сконструированными». В «Энциклопедии социальной теории Уайли-Блэквелла» Чуа определил культурный расизм как «институциональное господство и чувство расово-этнического превосходства одной социальной группы над другими, объясняемые и основанные на аллюзивно сконструированных маркерах, а не на устаревших биологически приписываемых различиях».

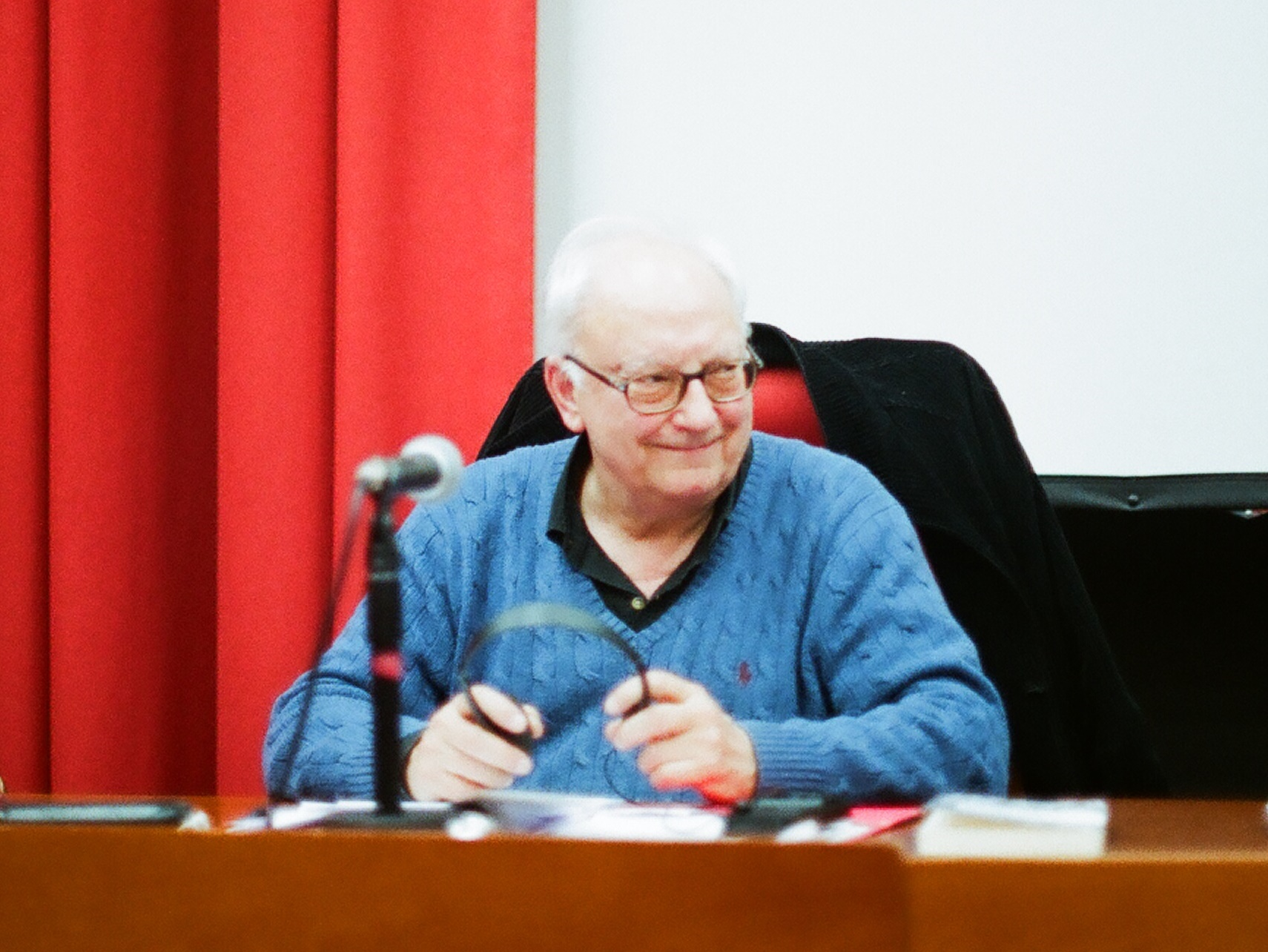
Этьен Балибар, предложивший понятие неорасизм, ставшее ранней формулировкой концепции, которая позже в более широком смысле получила название культурный расизм

Балибар связывал неорасизм с процессом деколонизации. Он писал, что старый, биологический расизм использовался в эпоху европейской колонизации, тогда как новый расизм связан с ростом миграции в Европу в первые десятилетия после Второй мировой войны. Балибар считал, что неорасизм заменил понятие расы понятием иммигранты, и таким образом возник «расизм без рас». По мнению Балибара, центральной идеей этого направления является не биологическая наследственность, а «непреодолимость культурных различий, расизм, который, на первый взгляд, постулирует не превосходство одних групп или народов по отношению к другим, а „только“ вредность стирания границ, несовместимость образа жизни и традиций». Он считал, что заявления приверженцев культурного расизма о равенстве разных культур, являются «скорее мнимыми, чем реальными», поскольку на практике оказывается, что приверженцы культурного расизма считают одни культуры выше других.
Опираясь на развитие французской культуры 1980-х годов, Пьер-Андре Тагиефф предлагает различать два типа расизма: традиционный («империалистический», «колониалистический», «расизм ассимиляции», «дискриминационный», «универсальный»), и новый («дифференциалистский», «миксофобный», «расизм исключения», «общинный»). Традиционный исходит из идеи существования отдельных рас или цивилизаций, которые образуют расовую иерархию в зависимости их близости к «универсальной» шкале ценностей.
Приверженцы нового расизма отличаются от своих предшественников использованием тематики «этничности/культуры» вместо «расы», понятия «различия» вместо «неравенства» (между «высшей» / «низшей» расами), позиционированием себя как сторонников «гетерофилии», приверженности к различиям, а не «гетерофобии», неприятии различий. Новый расизм акцентирует внимание на групповой (этнической или этнорасовой) идентичности и абсолютизирует её. Внимание концентрируется на идеях несопоставимости, несовместимости культур («духовностей», «ментальностей»), неспособности представителей разных культур к взаимопониманию и добрососедству. Если сторонники традиционного расизма стремятся к сохранению своего доминирующего положения в качестве «высшей» расы или «высшей» цивилизации, то сторонники нового расизма выступают против «размывания» основ групповой идентичности, и призывают к борьбе за сохранение «чистых культур». Согласно этой идеологии иммигранты не способны интегрироваться в местное сообщество и представляют угрозу его культурной идентичности. Тагиефф отмечал, что эта форма расизма связана с явлением, которое он называл «миксофобией», неприятием культурного смешения, а также тесно связана с национализмом.
Географ Карен Рен определила культурный расизм как «теорию человеческой природы, в которой люди считаются равными, но культурные различия рассматриваются как естественная основа для формирования закрытых сообществ в рамках национальных государств, поскольку утверждается, что отношения между различными культурами по существу являются враждебными». По мнению Рен, культурный расизм стереотипизирует этнические группы, рассматривает культуры как неизменные сущности и отвергает идеи культурной гибридности. Рен утверждала, что сущностным для культурного расизма являются национализм и идея национального государства, к которому не принадлежат иностранцы. Она отметила, что «культурный расизм основан на представлении о территориальной закрытости культуры и идее, что „иностранцы“ не должны пользоваться „национальными“ ресурсами, особенно если они находятся под угрозой дефицита».
По мнению социолога Рамона Гросфогеля, «культурный расизм предполагает, что культура метрополии отличается от культуры этнических меньшинств», одновременно придерживаясь точки зрения, что меньшинства не способны к пониманию доминирующих в данной стране культурных норм. Гросфогель также отметил, что культурный расизм основывается на представлении, что отдельные культурные группы настолько различны, что они «не способны ужиться вместе». Исследователь также отмечает, что в рамках культурного расизма любая широко распространённая бедность или безработица, с которыми сталкивается этническое меньшинство, рассматривается как следствие «культурных ценностей и поведения» этого меньшинства, а не дискриминации с стороны доминирующего социума. Таким образом, культурный расизм включает в себя идею доминирующих сообществ, что меньшинства сами виноваты в своих проблемах.
По мнению социолога Ури Бен-Элиэзера,

Важной характеристикой так называемого «нового расизма», «культурного расизма» или «дифференциального расизма» является эссенциализация этничности и религии и заключает людей в ловушку якобы неизменных референтных категорий, как будто они неспособны приспособиться к новой реальности или изменить свою идентичность. Таким способом культурный расизм изображает «другую культуру» в качестве угрозы, которая может загрязнить доминирующую культуру и нарушить её внутреннюю структуру. Такой взгляд основан на явной идее, что одни группы являются истинными носителями национальной культуры и исключительными историческими преемниками, тогда как другие — потенциальными разрушителями её «чистоты».
Разработанная в Европе, концепция культурного расизма оказала меньшее влияние на Соединённые Штаты. Анализируя ситуацию в США, психолог Джанет Хелмс определила культурный расизм как «социальные убеждения и обычаи, которые продвигают идею, что продукты белой культуры (например, язык, традиции, внешний вид) стоят выше продуктов небелых культур». Хелмс рассматривает культурный расизм как одну из трёх форм расизма, наряду с личным расизмом и институциональным расизмом. Ориентируясь на США, психолог Джеймс Джонс отметил, что представления о «культурной неполноценности» коренных американцев и афроамериканцев долгое время сохранялись в культуре США и часто были связаны с убеждениями, что эти группы биологически уступают американцам европейского происхождения. По мнению Джонса, когда отвергается идея биологической расы, могут сохраняться представления о сравнительной культурной неполноценности или превосходстве различных групп, и «культурный расизм остаётся как осадок отвергнутого биологического расизма». В другом значении использовала термин исследовательница в области поликультурной дидактики Робин ДиАнджело, согласно которой «культурный расизм» представляет собой «расизм, глубоко укоренившегося в культуре и, таким образом, всегда находящийся в обращении. Культурный расизм поддерживает нашу расистскую социализацию и постоянно укрепляет её».
Новый расизм может разделяться на культурный и символический расизм. Первый акцентируется на защите коренных «культурных ценностей» в ситуации притока иммигрантов, второй ставит целью сохранение сложившегося «расового баланса», утверждая, что «чёрные» посягают на священные для белых американцев ценности, такие как индивидуализм, опора на свои собственные силы, трудовая этика, законопослушность.
В России концепцию нового расизма разделяет ряд исследователей, включая историка В. А. Шнирельмана, по мнению которого современные расисты отдают предпочтение понятиям не биологического, а культурного превосходства, понимая культуру в качестве «генетического наследия» и наделяя инокультурные общности врожденно более низкими культурными качествами, что определяет и отношение к ним. Шнирельман пишет, что новый расизм делает акцент на культуре, которая биологизируется и воспринимается как нечто врождённое и неизменяемое. Согласно этим представлениям, человек рассматривается не как индивид, быстро меняющийся в соответствии с окружающей средой и приспосабливающийся к ней, а как член определённой этнической или даже цивилизационной общности, который механически воспроизводит стереотипы поведения этой общности. В рамках нового расизма считается, что тесные контакты разных культур несут скрытую опасность, разрушая «дух нации», что ослабляет нацию и делает уязвимой перед врагом.
Новый расизм влияет также на представления о процессах мирового развития. Если раньше был распространён дискурс национально-освободительной борьбы, позднее распространилась идея сопротивления навязыванию чужих культурных ценностей. В рамках культурного расизма получила распространение идея «столкновения цивилизаций», понимаемых как общности, обладающие несопоставимыми системами ценностей.
Источником социокультурной особенности той или иной группы определяются биологические, природные свойства. По мнению политолога В. С. Малахова, не имеет значения, как называются эти свойства — «народный дух», «культурный тип», свойства «расы». Все эти обозначения выполняют ту же функцию, которую в классическом расизме выполняют «кровь» или «гены»: они предполагают наследование социальных признаков. В качестве характерных черт современного расизма исследователи называют биологическое понимание национальной принадлежности, концепцию нации как общности «крови» и связанную с этой концепцией мифологизацию той или иной воображаемой группы в качестве особого человеческого вида.
В настоящее время открытое выражение расистских взглядов считается политически неприемлемым. Однако такие взгляды продолжают выражаться более или менее завуалировано. Современный расизм может дистанцироваться от биологической терминологии и не заявлять о превосходстве одних групп над другими. На смену идее превосходства приходит идея «несовместимости» цивилизаций, утверждения о том, что представители разных «культур» радикально отличаются в духовном плане и не должны смешиваться, чтобы сохранить эти отличия.

### Культурные предрассудки в качестве расизма
Исследователями были предложены три основных аргумента в пользу приемлемости термина «расизм» для обозначения враждебности и предрассудков на основе культурных различий. Во-первых, убеждения в существовании фундаментальных культурных различий между человеческими группами может привести к тем же деструктивным действиям, что и убеждения в существовании фундаментальных биологических различий, а именно к эксплуатации и угнетению или исключению и истреблению «низших» групп. Исследователи Ханс Зиберс и Маржолейн Денниссен отметили, что это утверждение ещё предстоит подтвердить эмпирически.
Второй аргумент состоит в том, что представления о биологических и культурных различиях тесно связаны между собой. Различные учёные отмечали, что расистские дискурсы часто одновременно подчёркивают как биологические, так и культурные различия. Кроме того, расистские группы часто переходили к публичному акцентированию внимания на культурных различиях под влиянием растущего социального неодобрения биологического расизма, что представляет собой лишь смену тактики, а не фундаментальное изменение убеждений. Третий аргумент включает подход «расизм без расы». Такие категории, как «мигранты» и «мусульмане», несмотря на то, что они не представляют собой биологически объединённые группы, претерпели процесс «расиализации», поскольку они стали рассматриваться как унитарные группы на основе общих культурных черт.

### Критика концепции
Ряд учёных подвергли критике использование термина «культурный расизм» для описания предрассудков и дискриминации на основе культурных различий. Они ограничивают термин «расизм» биологическим расизмом и считают, что «культурный расизм» не является полезной или приемлемой концепцией. Социолог Али Раттанси ставит вопрос, можно ли рассматривать культурный расизм как расширение понятия расизма «до такой степени, что оно становится слишком объёмным, чтобы быть полезным для чего-либо, кроме риторического приёма?». Он задаётся вопросом: «Можно ли назвать „расизмом“ сочетание религиозной и иной культурной антипатии? Не для того ли, чтобы лишить понятие расизма какой-либо аналитической специфики и открыть шлюзы для концептуальной инфляции, которая просто подрывает легитимность понятия?». По мнению Раттанси, убеждения, согласно которым групповая идентификация требует наличия культурных черт, таких как специфическая одежда, язык, обычаи и религия, лучше называть этницизмом или этноцентризмом, а если они также включают враждебность по отношению к иностранцам, их можно описать как граничащие с ксенофобией. В то же время Раттанси считает, что «можно говорить о „культурном расизме“, несмотря на то, что, строго говоря, современные представления о расе всегда имели ту или иную биологическую основу». Критика «упускает из виду тот факт, что обобщения, стереотипы и другие формы культурного эссенциализма основываются на более широком спектре понятий, которые находятся в обращении в популярной и публичной культуре. Таким образом, о расистских элементах любого конкретного суждения можно судить только при условии понимания общего контекста публичных и частных дискурсов, в которых этническая принадлежность, национальная идентификация и раса сосуществуют в размытых и перекрывающихся формах без чётких разграничений».
Сиберс и Денниссен ставят вопрос, можно ли объединить «изоляцию/угнетение таких разных групп, как нынешние мигранты в Европе, афроамериканцы и латиноамериканцы в США, евреи во время Холокоста и испанской Реконкисты, рабы и коренные народы в процессе испанской Конкисты и так далее, понятием расизм, безотносительно оправданий, и не рискует ли это понятие при такой универсальности потерять историческую точность и уместность?». По мнению данных исследователей, в попытке разработать универсальную концепцию «расизма» сторонники концепции «культурного расизма» рискуют подорвать «историчность и контекстуальность» конкретных изучаемых ими предрассудков. Анализируя предубеждения, с которыми сталкивались мароккано-голландцы в Нидерландах в 2010-х годах, Сиберс и Денниссен утверждали, что опыт этого меньшинства значительно отличался как от опыта голландских евреев в первой половине XX века, так и от опыта колониальных подданных в Голландской Ост-Индии. По мнению исследователей, концепции «культурного эссенциализма» и «культурного фундаментализма» намного лучше объясняют враждебность к мигрантам, чем концепция «расизма».
Концепция Бейкера о «новом расизме» подверглось критике со стороны социологов Роберта Майлза и Малкольма Брауна. Они считали эту концепцию проблематичной, поскольку Бейкер основывался на понимании расизма не как системы, основанной на убеждении в превосходстве или неполноценности различных групп, а как явлении, включающем любые идеи, согласно которым культурно-определяемая группа рассматривается как биологическая сущность. Майлз и Браун утверждали, что концепция «нового расизма» Бейкера устраняет любые различия между понятием «расизм» и другими понятиями, такими как национализм или сексизм. Социолог Флойя Антиас подвергла критике ранние идеи концепции «неорасизма», которые не смогли объяснить предрассудки и дискриминацию по отношению к таким группам, как чернокожие британцы, которые разделяли общую культуру с доминирующим белым британским населением. Она также утверждала, что концепция не учитывала положительные образы этнических и культурных меньшинств, например, британская карибская культура часто положительно изображалась в британской молодёжной культуре. Кроме того, по мнению Антиас, несмотря на акцент на культуре, ранние работы по «неорасизму» делали также акцент на биологических различиях, рассматривая предубеждения против «чёрных» и игнорируя предубеждения против белых этнических меньшинств Великобритании, такие как евреи, цыгане, ирландцы и киприоты.

## «Расовая борьба»
Расизм постулирует, что всегда существует враг, явный или тайный. Подобно некоторым другим учениям, расизм предполагает, что действующей силой истории, силами, которое её определяют, являются большие массы людей. Однако в расизме эти массы ассоциируются не с социальными группам (например, с социальными классами как в марксизме), а с народами и целыми расами. В этом аспекте к расизму близок интегральный национализм, согласно которому история представляет собой вечную борьбу народов или рас друг с другом в духе социального дарвинизма. Злонамеренные действия конкретных лиц интерпретируются как реализация тайных умыслов враждебного народа, расы или некоего деперсонифицированного «мирового зла». Как следствие, важный компонент данных взглядов составляет представление о мести и круговой поруке. Агрессия своего народа против другого понимается как справедливое возмездие за зло, причинённое предкам первого в прошлом. Этот «оборонительный» аргумент является универсальным для риторики агрессии. «Оборонительная» риторика наряду со стремлением к сохранению культуры в «первозданной чистоте» без засорения чужеродными элементами используется как оправдание этнических чисток.

## История
Политолог В. С. Малахов пишет:

Расизм, практиковавшийся вплоть до конца XIX столетия (рецидив которого имел место в Германии между 1933 и 1945 годами), можно назвать традиционным, или классическим. Расистов наших дней трудно заподозрить в расизме. На уровне декларируемых тезисов они абсолютно корректны. Граф Гобино и его единомышленники верили, в частности, в то, что биологические различия суть источник социокультурных различий. Они устанавливали отношение детерминации между «расой» (биологической принадлежностью) и «цивилизацией» (культурной принадлежностью). Они полагали, что мышление и поведение индивидов определено (или, точнее, предопределено) сущностными характеристиками групп, которым эти индивиды принадлежат. Главный из этих постулатов — неснимаемость различия.
На рубеже XIX—XX веков многими учёными поддерживалась концепция «этнопсихологии» о существовании психологических различий отдельных этнических групп. Речь шла в первую очередь о «дикарях», мозгу которых приписывалась психологическая структура, отличная от таковой у «цивилизованных людей». Этот подход основывался на таких концептах, как «коллективные идеи» и «первобытное мышление» и способствовал появлению понятия «национальный характер». Это направление поддерживал психолог Уильям Мак-Дугалл из Гарвардского университета, который заявлял о наличии умственных различий между расами. Он предложил понятие «психологической», или «культурной», дистанции и утверждал, что в тех случаях, когда эта дистанция велика, отношения между вступающими в контакт группами с неизбежностью будут носить катастрофический характер. По его мнению, группы, которые существенно различаются психологически, не способны сосуществовать. В 1920-е годы подобные представления стали базой для принятия антииммигрантского законодательства в США, поскольку иммигрантов начали рассматривать как угрозу культурному единству американской нации. Эта популярная в Европе концепция «этнопсихологии» отразилась в представлениях Сталина о «едином психологическом складе», свойственном этнической общности. Утверждая наличие жёсткой зависимости между популяцией и психологией, сталинская формулировка открывала возможность для биологизаторского восприятия этноса. Традиция прослеживается до настоящего времени, выражаясь, в частности, в попытках «научного» обоснования существования умственных различий между разными расами или этническими группами при помощи определения «коэффициента умственных способностей» (IQ).
К числу расистских концепций относится этногенетическая теория Льва Гумилёва, которая биологизирует этнические группы. На рубеже 1970—1980-х годов американский социолог Пьер ван ден Берге предпринял попытку с опорой на социобиологический подход объяснить существование различных этнических групп. Исследователь подвергся критике западными специалистами по этничности, отметившими сомнительность и опасность биологизации этнических явлений. В ответ на критику Ван ден Берге пытался связать этничность с популяцией, которая регулируется правилами эндогамии, в чём, по его мнению, заключены биологические основы этничности. В то же время он признавал, что идиома родства служит для этноса в качестве мифа, принимаемого как данность. Ван ден Берге утверждал, что «этничность является лишь продуктом расширения кровнородственных связей». Исследователь не уточнял, о реальных или фиктивных кровнородственных связях идёт речь. Идея наличия реальных кровных связей в рамках этноса является основой современного расизма, который отождествляет этническую (культурную) общность и биологическую популяцию.
Впервые к риторике нового расизма в конце 1960-х годов обратился британский консерватор Энох Пауэлл, спустя десять лет она была подхвачена Маргарет Тэтчер. Новый расизм разделяют европейские «новые правые». Такую же идеологию продвигает международное движение за сохранение «белой расы».
Большинство обывателей, которые руководствуются «здравым смыслом», продолжают считать расу биологической реальностью. В условиях, когда политкорректность требует избегать расово окрашенных высказываний, расистский дискурс переходит в термины культуры, которые трансформируются в скрытые коды с целью манифестации расовой нетерпимости. Нельзя назвать оправдавшимся предположение антрополога Эшли Монтегю, что концепция этнических групп способствует избавлению от расизма. Напротив, под этническими и культурными терминами часто скрываются расовые категории, в открытой или завуалированной форме служащие для дискриминации групп «культурно иных».
Новые формы расизма бросают вызов сложившейся системе образования. В рамках обучения американских студентов по специальности «антропология» в 1970—1980-х годах учебные курсы, которые были посвящены проблемам расы, часто имели результат, обратный предполагаемому преподавателями. Хотя последние стремились разяснить факт отсутствия корреляции между физическим типом и культурой, студентам были ближе представления, которые сводят культурные различия к биологическим факторам. В последние десятилетия стало заметно, что ниспровержение «научного расизма» не оказало существенного влияния на мировосприятие обывателя.
Приписывание инокультурным общностям врожденно более низких культурных качеств происходит в странах, в которых, как в Германии, в течение длительного времени гражданство определялось этнической принадлежностью к коренному населению, и в странах, где, подобно Нидерландам, понятие «этнические меньшинства» наделено негативной окраской из-за ассоциации со странами Третьего мира.
В России проявления нового расизма включают осквернение могил на российских кладбищах, погромы торговцев на рынках, убийства темнокожих студентов и гастарбайтеров. Причинами этих явлений могут нечувствительность современного российского общества к расизму и отсутствие верно выстроенной региональной этнополитики. Историк В. А. Тишков рассматривает в качестве варианта расовой нетерпимости широко распространившийся в средствах массовой информации и на бытовом уровне стереотип о «лицах кавказской национальности» как криминальных элементах и нежелательных чужаках. Среди правозащитников и близких к ним экспертов термин «расизм» фактически становится синонимом термина «ксенофобия».
Поскольку в последние десятилетия XX века расизм приобрёл новые, менее явные формы, современные расисты, используя эту неопределённость, могут позиционировать себя в качестве бескомпромиссных борцов с расизмом. Исследователь английского языка Дэниел Волленберг отметил, что те радикальные правые группы, которые подчёркивают культурные различия, превратили «мультикультуралистский антирасизм в инструмент расизма». Согласно Балибару, в рамках культурного расизма считается, что сосуществование этнических групп в одном месте «естественным образом» приводит к конфликту. Поэтому сторонники культурного расизма утверждают, что попытки интеграции различных этнических и культурных групп сами по себе ведут к предрассудкам и дискриминации. При этом они стремятся представить свои собственные взгляды как «истинный антирасизм», в отличие от взглядов тех активистов, которые называют себя антирасистами.

### Ультраправые

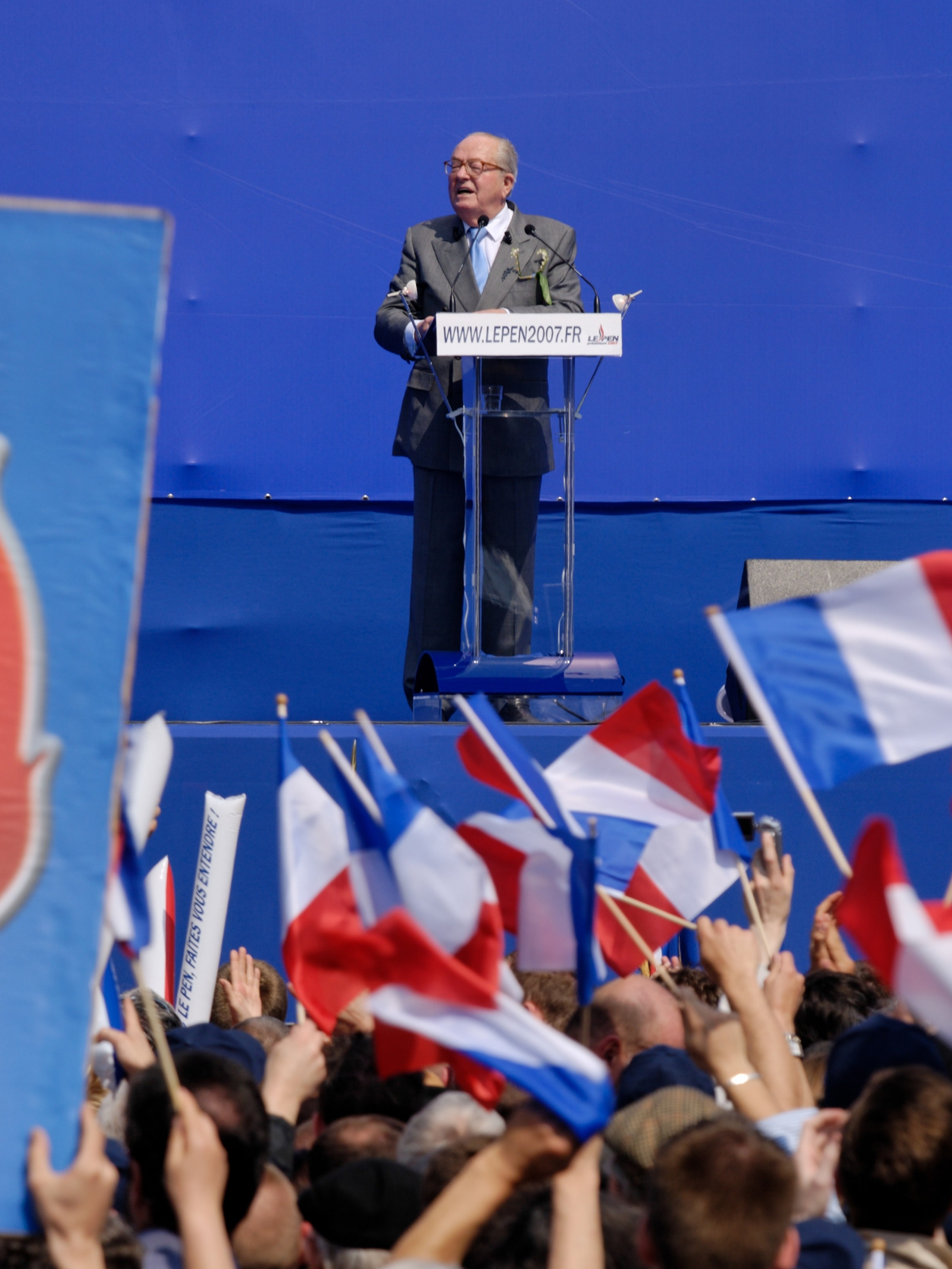
Жан-Мари Ле Пен, 2007 год

По мнению исследователя английского языка Дэниела Волленберга, во второй половине XX века и в первые десятилетия XXI века многие европейские ультраправые начали дистанцироваться от биологического расизма, характерного для неофашистских групп, включая неонацистские, и акцентируются на «культуре и наследии» в качестве «ключевых факторов построения общей идентичности».
Политические неудачи внутренней террористической группировки «Секретная вооружённая организация» во время войны в Алжире (1954—1962), наряду с поражением на выборах крайне правого кандидата Жана-Луи Тиксье-Виньянкура на президентских выборах во Франции в 1965 году, привели к принятию метаполитической стратегии «культурной гегемонии» внутри зарождающихся «новых правых». GRECE, аналитический центр французского движения «новых правых», основанная в 1968 году для влияния на правые политические партии и распространения идей движения в обществе в целом, к 1969 году рекомендовала своим членам «отказаться от устаревшего языка». Идеологи «новых правых» постепенно перешли от теорий биологического расизма к идее, что различные этнокультурные группы должны быть разделены, чтобы сохранить свои исторические и культурные особенности. Эту концепцию они называют этноплюрализмом. В 1980-х годах эта тактика была принята французской партией Национальный фронт под руководством Жана-Мари Ле Пена, поддержка которой в то время росла. Наблюдая за успехами партии Ле Пена на выборах в конце 1990-х и начале 2000-х годов, британская фашистская группа Британская национальная партия, которая перешла под руководство Ника Гриффина и его фракции «модернизаторов», также всё меньше поддерживала биологический расизм в пользу идеи о культурной несовместимости различных этнических групп.
В Дании в 1986 году была создана крайне правая группа Датское общество, которая поддерживала идею культурной несовместимости, направленную в основном против беженцев, въезжающих в страну. Дискурс этой группы представлял Данию как культурно однородную христианскую нацию, основной угрозой для которой являются мигранты-мусульмане. В Норвегии крайне правый террорист Андерс Брейвик высказывал идеи о культурной несовместимости между мусульманами и другими европейцами. По его мнению, мусульмане представляют культурную угрозу для Европы, но он не делал акцента на их биологических различиях.

### Исламофобия и культурный расизм
Некоторые учёные, изучающие исламофобию, или предрассудки и дискриминацию по отношению к мусульманам, считают эти явления формой культурного расизма Так, ряд ученых, изучающих «Лигу английской обороны», исламофобскую организацию уличных протестантов, основанную в Лондоне в 2009 году, рассматривает её в качестве культурно-расистской. Социолог Флойя Антиас предположила, что было бы уместно говорить об «антимусульманском расизме», потому что последний предполагает приписывание мусульманскому населению «фиксированных, неизменных отрицательных характеристик», а затем рассматривает это население как неплноценное и стремится к его социальному исключению. Эти особенности Антиас связывает с термином «расизм».

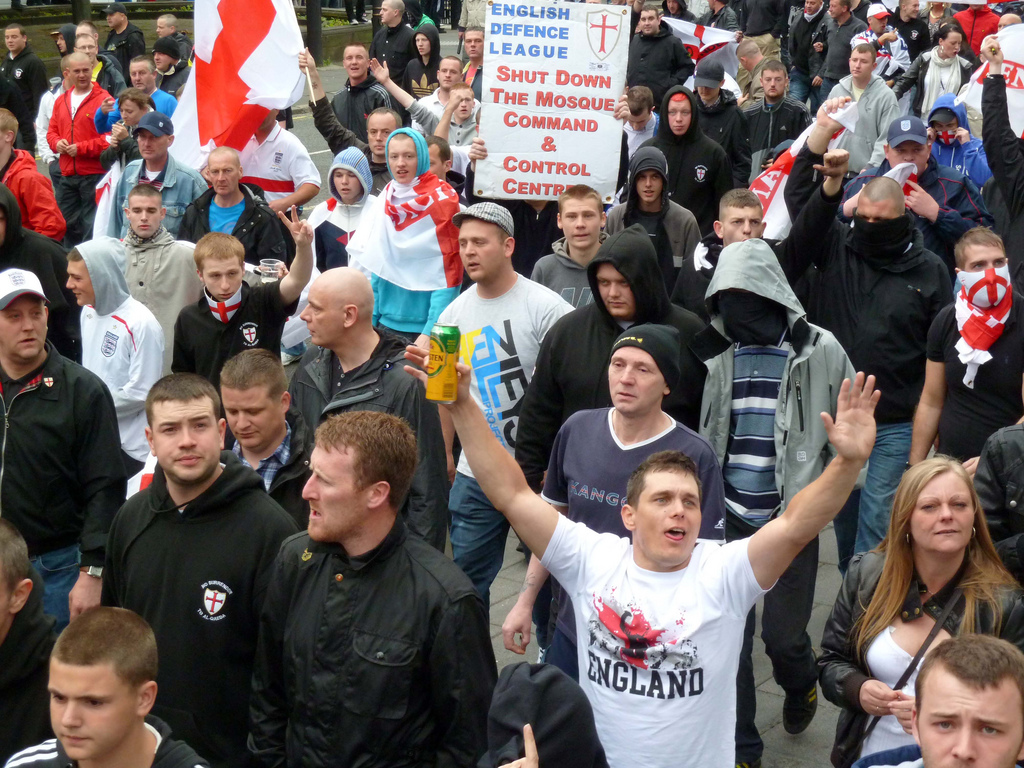
Протестующие «Лиги английской обороны» в Ньюкасл-апон-Тайне, Англия, 2010 год

Исследователь средств массовой информации Арун Кунднани отметил некоторое различие культурного расизма и исламофобии. По его мнению, культурный расизм воспринимал «тело как существенный объект расовой идентичности», в особенности посредством «одежды, ритуалов, языков и т. д.», исламофобия «похоже, локализует идентичность не столько в расиализированном теле, сколько в наборе фиксированных религиозных верований и обычаев». Социолог Али Раттанси утверждал, что, хотя многие формы исламофобии действительно проявляют расизм, например, смешивая мусульман с арабами и представляя их в равной степени варварами, но исламофобия «не обязательно является расистской», она имеет как расистскую, так и нерасистскую формы.
В 2018 году многопартийная общепартийная парламентская группа Великобритании по британским мусульманам под председательством политиков Анны Субри и Уэса Стритинга предложила определить исламофобию в британском законодательстве как «вид расизма, направленного против проявлений мусульманства или предполагаемого мусульманства». Это вызвало опасения, что такое определение будет криминализировать критику ислама. В статье для The Spectator Дэвид Грин назвал его «закулисным законом о богохульстве», который защитит консервативные варианты ислама от критики, в том числе от критики со стороны других мусульман. Британский антирасист Тревор Филлипс также утверждал, что правительству Великобритании не следует рассматривать исламофобию как расизм. Мартин Хьюитт, председатель Совета начальников национальной полиции, предупредил, что принятие этого определения может усилить напряжённость в обществе и затруднить контртеррористические мероприятия против салафитского джихадизма. В то время как Лейбористская партия и либерал-демократы приняли определение общепартийной парламентской группы, правительство Консервативной партии отвергло его, заявив, что это определение требует «дальнейшего тщательного рассмотрения» и что оно «не получило широкого признания». Ряд британских мусульман и мусульманских групп, включая Мусульманский совет Великобритании, выразили разочарование решением правительства.

## Противодействие
Правозащитники зачастую оказались не готовы к трансформациям расизма. Антирасистам может не хватать знаний о сущности расизма, его истории и особенностях борьбы с ним. В 1980-х и 1990-х годах и Балибар, и Тагиефф писали, что сложившийся антирасистский активизм ориентирован на борьбу с биологическим расизмом и дестабилизируется при столкновении с культурным расизмом. Антирасизм нередко базируется на тех же предубеждениях, что и расизм, представляя собой его зеркальное отражение. В 1999 году Флеча отметил, что основной подход к антирасистскому образованию, принятый в Европе, был «релятивистским», подчёркивающим разнообразие и различия между этническими группами. Те же идеи продвигает культурный расизм. По мнению Флечи, такие образовательные программы «усугубляют, а не устраняют расизм».
Антирасисты, как и расисты, нередко рассматривают расу как объективную биологическую категорию и иногда приписывают биологические свойства этнической общности. В России этому способствует распространённое восходящее к Сталину представление о «едином психологическом складе», приписываемом этнической группе.
Флеча выразил мнение, что для борьбы с культурным расизмом антирасисты должны использовать «диалогический» подход, который продвигает идею, что различные этнические группы могут жить рядом друг с другом в соответствии с правилами, которые они выработали совместно посредством «свободного и эгалитарного диалога».

### В образовании
Исследователь критической педагогики Генри Жиру предложил использовать как «репрезентативную педагогику, так и педагогику репрезентации» для борьбы с культурным расизмом. Он предлагает поощрять учащихся к чтению отчётов о расовых взаимоотношениях, которые бросают вызов написанным либеральными комментаторами, по его мнению, скрывающими лежащую в их основе идеологию и существование расовых властных отношений. Также Жиру предлагает обучение методикам, направленным на привлечение внимания к тому, как различные средства массовой информации укрепляют существующие формы власти. В частности, он призвал преподавателей предоставить учащимся «аналитические инструменты» для опровержения утверждений, укрепляющих этноцентрические дискурсы и, следовательно, «расизм, сексизм и колониализм». В более широком смысле он призывал левых активистов не отказываться от политики идентичности перед лицом американского культурного расизма и «не только построить новую политику различий, но и расширить и углубить возможности критической культурной работы».
По мнению учёной в области критической педагогики Ребекки Пауэлл, школы являются лучшей базой для противодействия «культурному расизму», поскольку именно здесь учителя могли знакомить детей с основными идеями, на которых основаны культурные заблуждения. Она считает, что в США школы должны взять на себя обязанность продвигать мультикультурализм и антирасизм. В качестве практических шагов она предложила обучать учеников нестандартным местным языкам, кроме стандартного английского, и объяснять им, как последний «стал (и остаётся) языком власти». Она также предложила учащимся обсуждать, как популярные СМИ отражают предвзятые представления о различных этнических группах, и изучать исторические события и литературные произведения с точек зрения различных культур.